# Понте Асе (Болоња)
Понте Асе (итал. Ponte Asse) је насеље у Италији у округу Болоња, региону Емилија-Ромања.
Према процени из 2011. у насељу је живело 19 становника. Насеље се налази на надморској висини од 43 м.